# Великая криминальная революция
«Великая криминальная революция» — документально-публицистический фильм режиссёра Станислава Говорухина, снятый в 1994 году, третья и заключительная часть публицистического цикла о России и Советском Союзе. Также была издана одноимённая книга. Фильм посвящён последствиям рыночных и демократических реформ в России, в результате которых, по мнению автора, к власти в стране пришли лица из преступного мира. При этом Говорухин отмечал связь между этими изменениями в государстве и нравственным обликом его граждан.
Фильм не был допущен к показу на телевидении. В сентябре 1994 года получил главный приз в конкурсе документальных фильмов на III Международном кинофоруме «Золотой Витязь».